# 陳立夫
陳 立夫（ちん りつふ、1900年8月21日〈光緒26年7月27日〉 - 2001年〈民国90年〉2月8日）は、中華民国の政治家。兄の陳果夫とともに中国国民党内派閥の1つである「CC系」の指導者として知られる。名は祖燕だが、一般に字の立夫で知られる。父の陳其業は廩生（後に国民参政会参政員、国民大会代表、全国商聯会常務理事などを歴任）の家柄である。叔父は陳其美。

## 事績

### 初期の活動
幼い頃は旧学で成績優秀であった。1914年（民国3年）、上海路鉱学堂中学部に入学している。1917年（民国6年）、首席卒業し、北洋大学采鉱科に入学した。1923年（民国12年）、アメリカに留学し、ピッツバーグ大学で鉱学修士を取得した。その後、孫文の著作『実業計画』を読み、サンフランシスコで中国国民党に加入した。
1925年（民国14年）に帰国し、当初は山東中興煤鉱公司で採鉱技術者として起用された。しかし、まもなく蔣介石に招聘されて広州に赴き、黄埔軍官学校校長弁公室機要秘書に任ぜられた。後の中山艦事件に際しては、蔣介石を補佐して計画に参与している。1926年（民国15年）7月、蔣介石が北伐軍総司令となると、陳立夫は総司令部機要科科長に任ぜられる。さらに秘書処代理処長となった。

### CC系の確立
1927年（民国16年）8月、蔣介石が一時下野に追い込まれると、蔣介石は反撃の機会を狙い、陳果夫・陳立夫兄弟が設立した地縁的な支持団体である浙江革命同志会を中央倶楽部（Central Club）に改組した。これが後のCC系の基盤となる。1929年（民国18年）3月、陳立夫は国民党第3回全国代表大会で中央執行委員に選出され、さらに中央党部秘書長となった。陳立夫は中央党部組織部部長となった陳果夫とともに党務を総括する立場となり、「蔣家天下陳家党」と称されるようになる。
その後、国民党中央党部組織部代理部長となった兄の陳果夫の下で、陳立夫は党務調査科主任に任ぜられる。立夫は、これを主に中国共産党に対する調査・監視の特務機関に改組した。1935年（民国24年）5月、軍事委員会調査統計局局長に任ぜられ、特務活動を掌握した。CC系の特務は、特に教育・文化系統や司法・警察に向けて拡大された。陳立夫は『京報』・『時事日報』・『政治評論』などの新聞・雑誌を創刊して宣伝に努めたほか、易経の研究から「唯生論」を提唱し、書籍を出版するなどしている。

### 日中戦争から国共内戦へ
その一方で陳立夫は、日本の侵略に対抗するためには、「安内攘外」よりも国共合作を優先すべきとの立場をとっていた。1935年から、蔣介石の密命により、陳立夫は共産党との接触を開始し、さらにソ連も訪問している。この接触は、後の第2次国共合作の成立に大きく貢献した。
日中戦争（抗日戦争）勃発後、陳立夫は軍事委員会第6部部長に任ぜられ、民衆の動員と訓練につき責任者となった。1938年（民国27年）1月からは、国民政府教育部長も兼任し、抗日教育を推進した。さらに、1944年（民国33年）には「国民学校法」を公布するなど、教育制度の整備も行っている。
しかし日本敗北間際から、CC系は陳誠率いる三民主義青年団などとの党内抗争が激化していき、陳果夫・陳立夫兄弟が、かつてほどの権勢を振るう余地はなくなっていった。1947年（民国36年）2月、中央組織党団指導委員会主任委員に任ぜられたが、蔣経国との対立は解消できずに終わる。その後、経済改革委員会主任委員、立法院副院長、行政院政務委員などを務めたが、国共内戦の中では精彩を欠いた。

### 晩年
中華民国政府が台湾に逃れた後は、陳誠・蔣経国の台頭もあって、陳立夫は居場所を失う。1950年（民国39年）8月、アメリカに亡命した。その後しばらく、コロンビア大学研究所で研究員を務め、中国近代史の研究機関を同大学に設立している。
1969年（民国58年）4月、蔣父子の再三の要請もあり、陳立夫は帰国して総統府資政などに任ぜられた。しかし、基本的に政治に関わろうとしなかった。その一方で、1979年（民国68年）頃からは、共産党との和平統一、第三次国共合作が必要である、と主張し、また両岸民間交流にも熱心であった。
2001年（民国90年）2月8日、陳立夫は台中で病没した。享年102（満100歳）。

## 回想録
- 『成敗之鑑 陳立夫回想録』上・下（松田州二訳、保阪正康解説、原書房、1997年）

上 ISBN 4-562-02943-9、下 ISBN 4-562-02944-7。中国語版原書（正中書局、1994年）